# Oberlibbach
Oberlibbach ist ein Ortsteil der Gemeinde Hünstetten im südhessischen Rheingau-Taunus-Kreis.

## Geographie
Oberlibbach liegt im Taunus (westlicher Hintertaunus), nördlich des Taunushauptkamms zwischen Limburg und der Landeshauptstadt Wiesbaden. Durch den Ort verläuft der Libbach. In geringer Entfernung zum Ort verläuft östlich die Bundesstraße 417. Die heutige Bundesstraße war um 1000 unter dem Namen Hühnerstraße bekannt und eine wichtige Handelsstraße. Durch den Ort führt die Landesstraße 3274.
Der Ort liegt im Naturpark Rhein-Taunus. Höchster Punkt der Gemarkung Oberlibbach und zugleich von ganz Hünstetten ist auf etwa 460 m an der Grenze zu Ehrenbach am Westhang der bewaldeten Kuppe des Scheid (471,9 m) zu finden. Die südliche Gemarkungsgrenze folgt auf etwa 1000 Meter dem Verlauf des an dieser Stelle als Bodendenkmal nicht sichtbaren römischen Limes.
Nachbarorte sind Niederlibbach (westlich), Hambach (südwestlich), Ehrenbach (östlich) und Kesselbach (nördlich).

## Geschichte
Erste Besiedlungen sind schon für die Hallstattzeit nachweisbar, also etwa 500 v. Chr. Die erste urkundliche Erwähnung, gemeinsam mit dem Nachbarort Niederlibbach erfolgte im Jahre 1184. Dabei handelt es sich um eine Urkunde, mit der Papst Lucius III. dem Kloster Bleidenstadt den Besitz der Orte Strinz-Margarethä und Strinz-Trinitatis bestätigt, in der aber auch ein Lidelbach genannt wird.
Für 1360 ist das Vorhandensein zweier Libbach-Orte erstmals klar nachgewiesen. In Oberlibbach bestand ein Hof des Klosters Bleidenstadt. 1566 sind 15 Haushaltungen nachgewiesen, für 1710 35 Einwohner.

### Gebietsreform
Im Zuge der Gebietsreform in Hessen wurde am 1. Juli 1972 die bis dahin selbständige Gemeinde Oberlibbach auf freiwilliger Basis in die ein halbes Jahr zuvor neu entstandene Gemeinde Hünstetten eingegliedert. Für Oberlibbach wurde, wie für die anderen Ortsteile, ein Ortsbezirk mit Ortsbeirat und Ortsvorsteher gebildet.

### Alte Schule
1750 wurde die erste Schule erbaut.

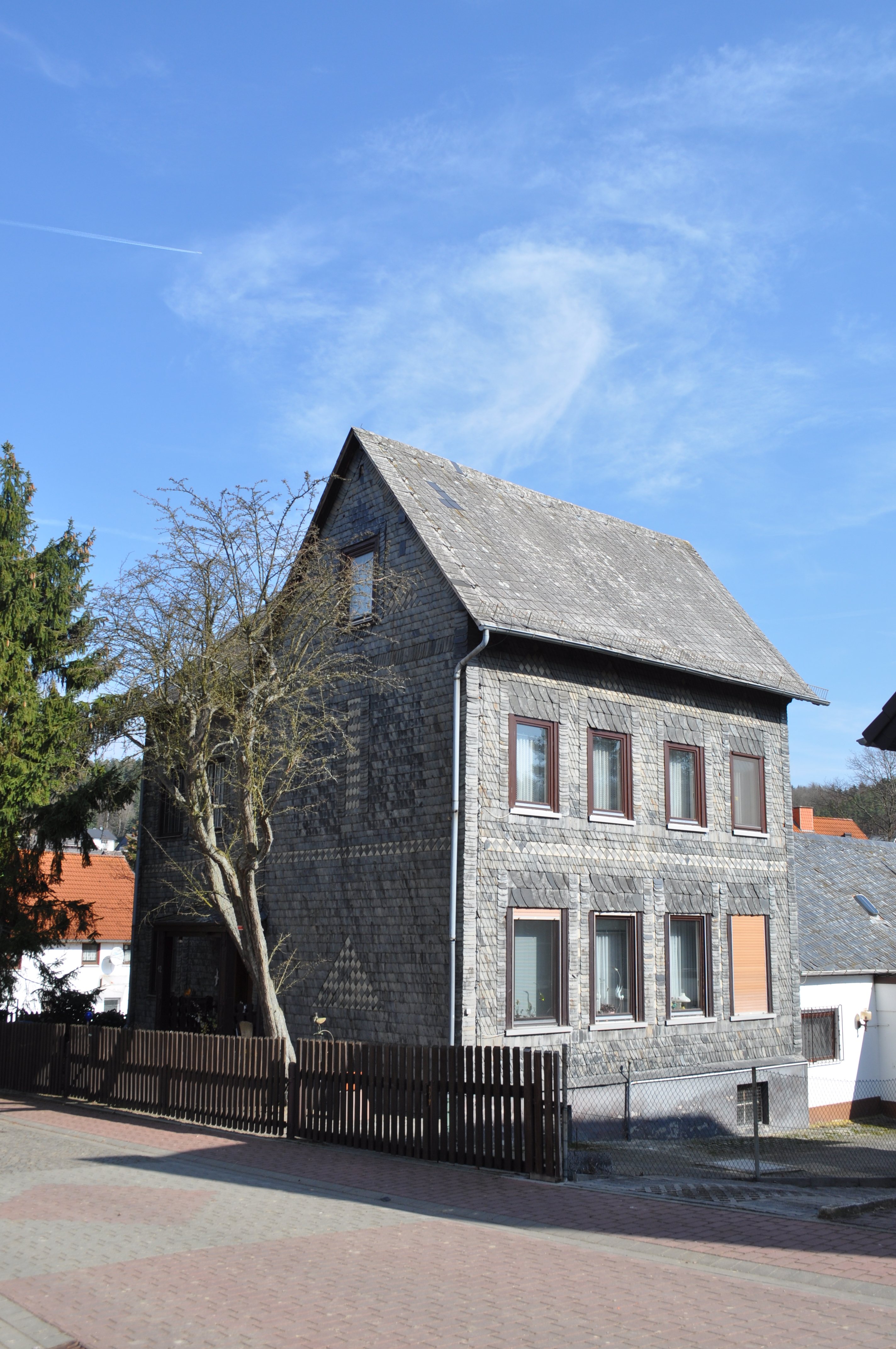
Alte Schule Oberlibbach

1894 nach Auflösung des aus dem Kirchspiel hervorgegangenen Schulverbandes mit Oberlibbach und Hambach wurde ein Schulneubau errichtet. Bei dem denkmalgeschützten Gebäude handelt es sich um einen für die Gegend originellen, eigenständigen Dorfschultyp. Der zweigeschossige Fachwerkbau mit L-Grundriss ist vollständig verschiefert. Der Schiefer betont die Fensterachsen ornamental. Die Fassadenaufteilung in vier, drei und zwei regelmäßige Achsen erfolgt mit schmalen, hochformatigen Fenstern. Bis 1969 wurde das Haus als Schule genutzt und ist jetzt ein Wohnhaus.

## Sehenswürdigkeiten

### Brunnen

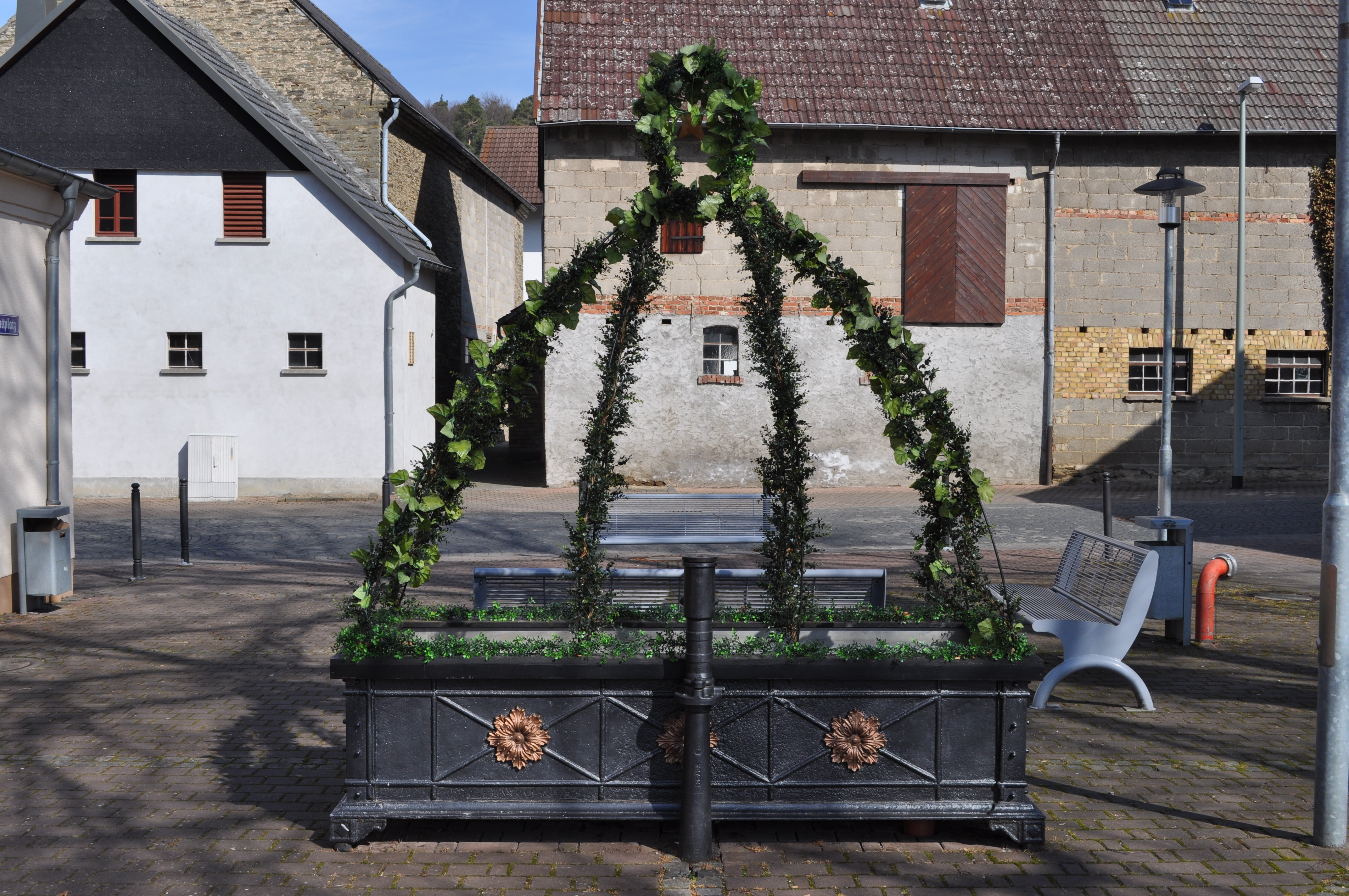
Brunnen

Neben der alten Schule gibt es noch ein weiteres Kulturdenkmal in Oberlibbach: Den Brunnen. Der gusseiserne Trog eines Dorfbrunnens aus der Zeit um 1900 wurde wahrscheinlich in der Michelbacher Hütte produziert. Der Laufbrunnen steht heute neben dem ehemaligen Rathaus, in der Nähe des hier überbauten Libbachs. Für Hintergründe siehe Gusseiserne Brunnen im Taunus.

### Bauwerke
Das ehemalige Rathaus wird heute von der Freiwilligen Feuerwehr genutzt. Im Neubaugebiet am Südrand des Ortes befindet sich das Dorfgemeinschaftshaus, die Libbach-Halle. Neben dem Rathaus erinnert ein Gedenkstein an das 800-jährige Dorfjubiläum.

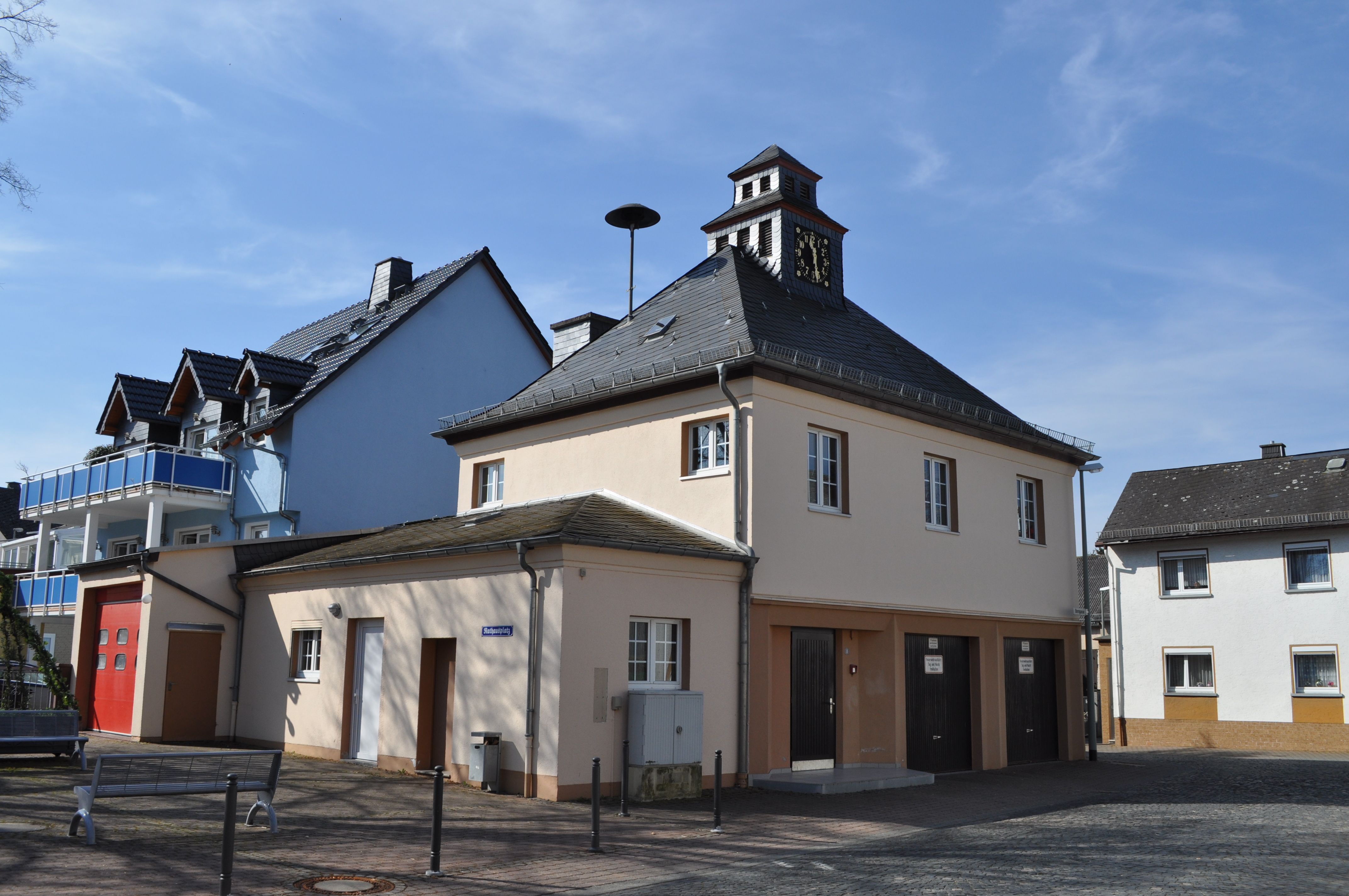
Rathaus
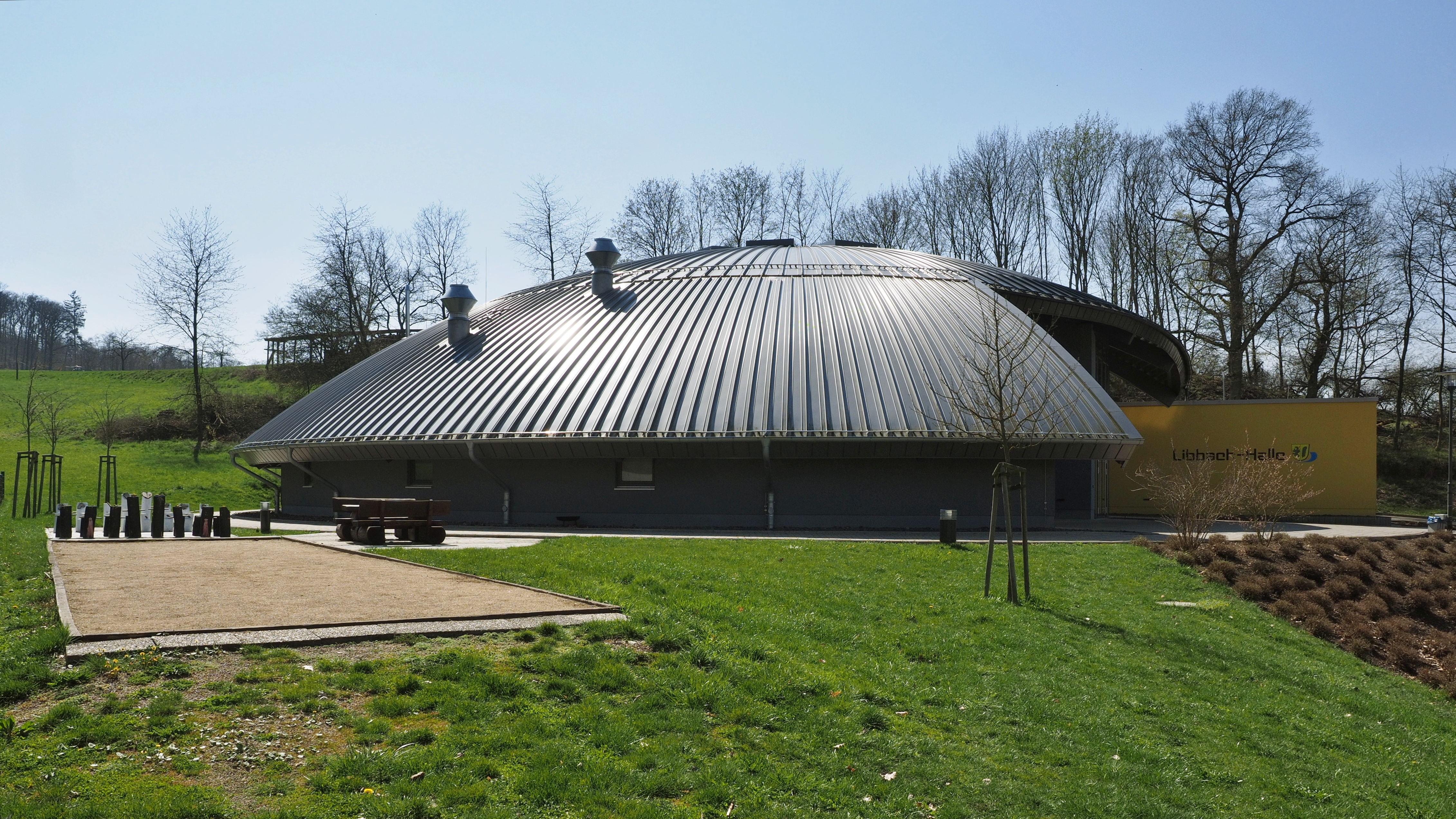
Dorfgemeinschaftshaus „Libbach-Halle“
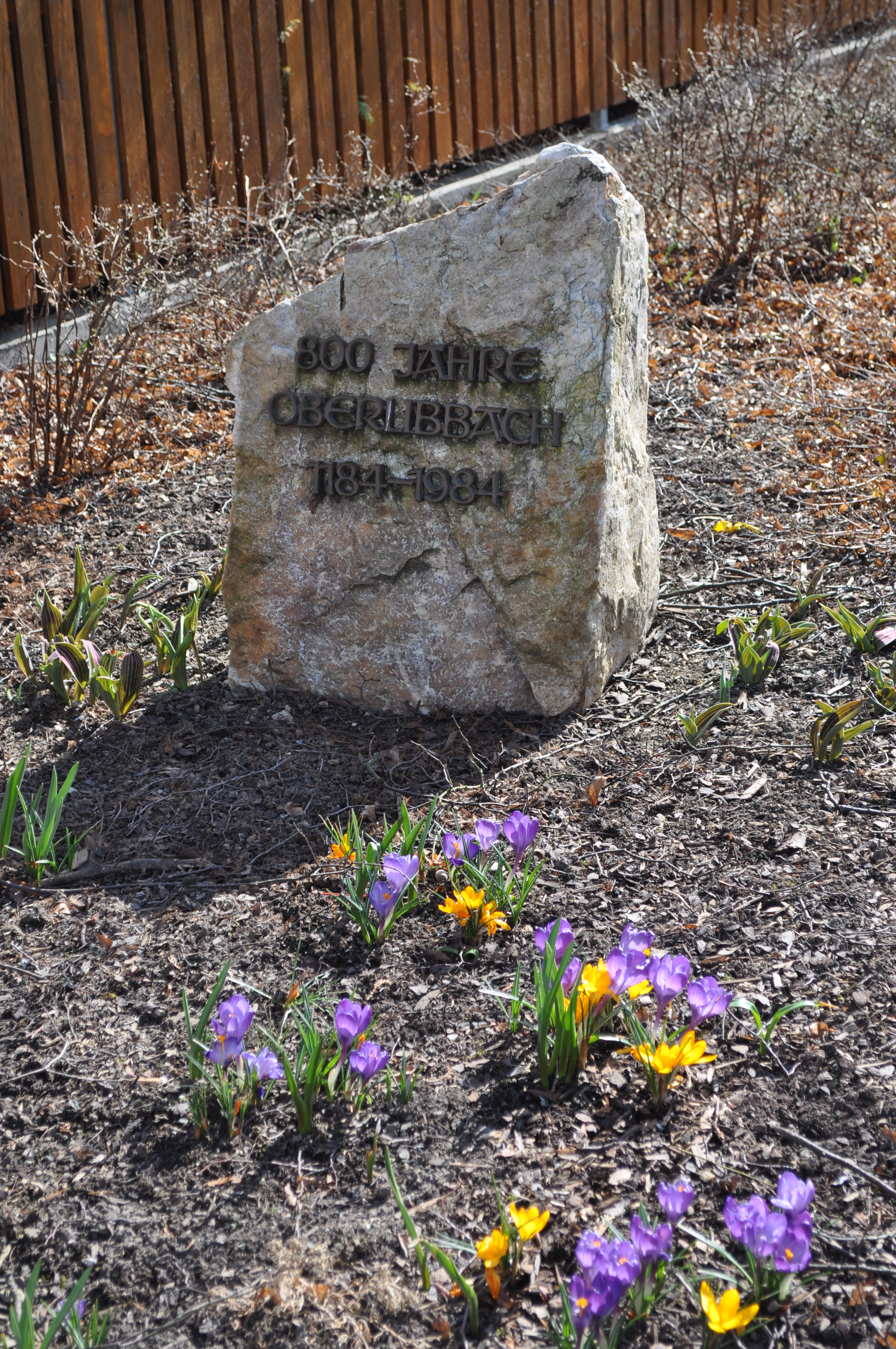
Gedenkstein 800 Jahre Oberlibbach
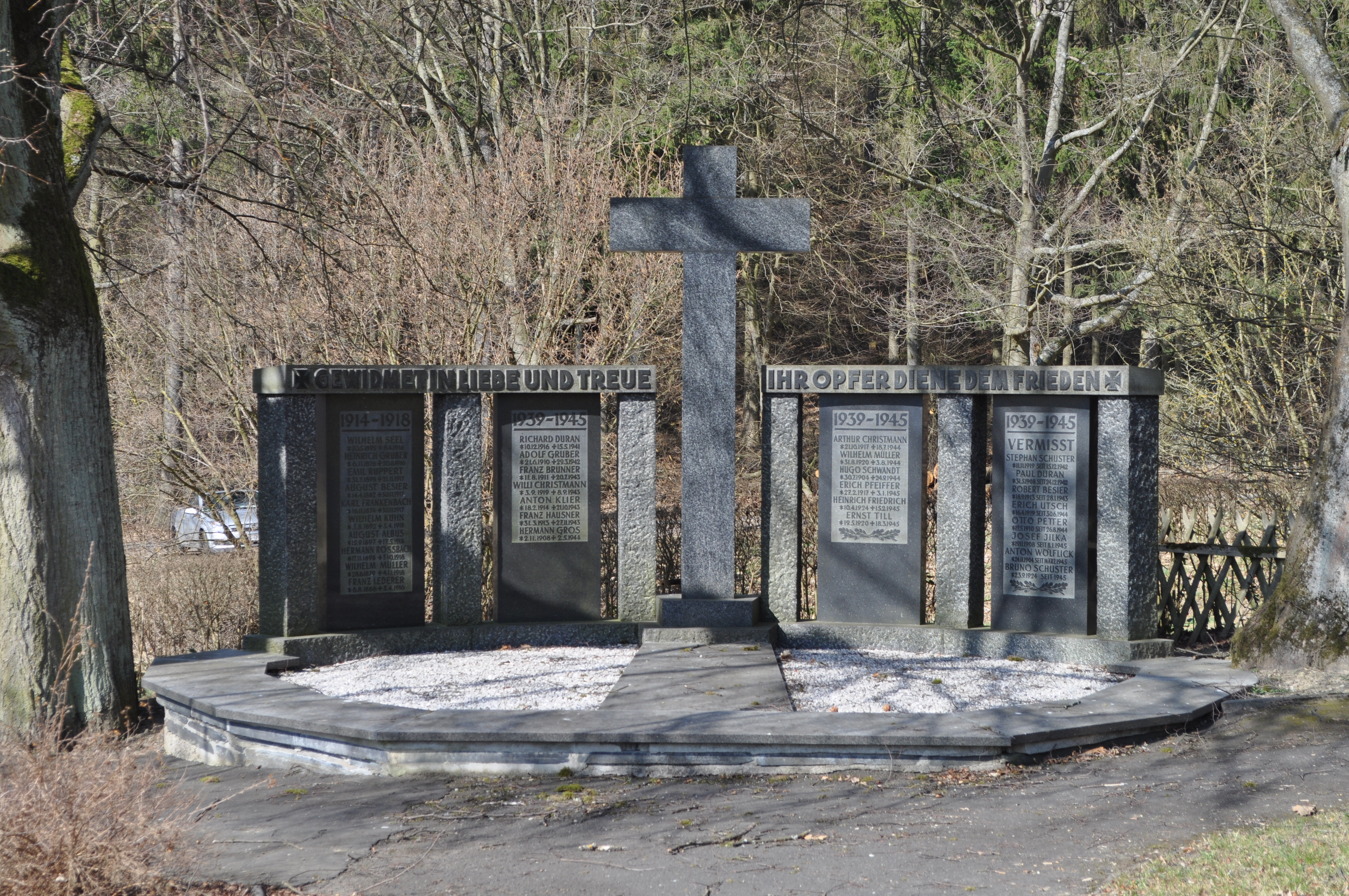
Gefallenendenkmal auf dem Friedhof